# Mary Elliott Hill
Mary Elliott Hill (* 5. Januar 1907 in South Mills, North Carolina, Vereinigte Staaten; † 12. Februar 1969 in Frankfort, Kentucky, Vereinigte Staaten) war eine amerikanische Chemikerin und Hochschullehrerin. Sie war eine der ersten Afroamerikanerinnen, die ihren Master in Chemie erwarben. Sie entwickelte spektroskopische Methoden und neuartige Ansätze zur Verfolgung von Reaktionen auf der Grundlage der Löslichkeit.

## Leben und Werk
Hill war die Tochter von Frances Bass und des Feuerwehrmanns Robert Elliott. Nach Abschluss der Grundschule und der weiterführenden Schule schrieb sie sich am Virginia State College ein, wo sie der Studienzeit Carl McClellan Hill heiratete. Während ihrer 41-jährigen Ehe bekam das Paar drei Kinder.
1929 erhielt Hill einen Bachelor-of-Science-Abschluss an der Virginia State College Laboratory School. Sie war anschließend dort von 1930 bis 1937 als Dozentin und Kritiklehrerin für Naturwissenschaften an der High School tätig. Als Kritiklehrerin beriet sie andere Mitarbeiter, vermittelte bei Konflikten oder Meinungsverschiedenheiten im Zusammenhang mit der Erreichung von Unterrichtszielen und schlug bei Bedarf interne Änderungen, Verbesserungen und Kursergänzungen vor. Während sie von 1932 bis 1936 an der Schule unterrichtete, unterrichtete sie auch Chemie am Hampton Institute, wo sie dann von 1937 bis 1940 Vollzeitdozentin und außerordentliche Professorin für Chemie war.
Hill studierte danach an der Graduate School of Arts and Sciences der University of Pennsylvania, wo sie 1941 einen Master of Science in analytischer Chemie erwarb. Die nächsten sechs Jahre unterrichtete sie Chemie an der Dudley High School in Greensboro, North Carolina, da bis etwa 1950 Afroamerikaner außerhalb der Colleges und Universitäten für Afroamerikaner nicht in der chemischen Industrie oder in der Wissenschaft angestellt wurden.
Nachdem sie ein Jahr als Assistenzprofessorin am Bennett College in Greensboro gearbeitet hatte, nahm sie 1944 eine Lehrstelle am Tennessee Agricultural & Industrial State Normal College an, wo sie die nächsten 18 Jahre außerordentliche Professorin für Chemie war. 1951 wurde sie kommissarische Leiterin der Chemieabteilung. 
1962 zog sie mit ihrem Mann nach Frankfort, wo er zum Präsidenten der Kentucky State University ernannt wurde und sie als Professorin für Chemie arbeitete. Die beiden arbeiteten im Laufe der Jahre gemeinsam an mehreren Projekten. 
Als analytische Chemikerin im Forschungsteam ihres Mannes leistete Hill Pionierarbeit bei der Entwicklung neuer Methoden und der Modifizierung bestehender Methoden der organischen chemischen Analyse mit Instrumenten wie dem Ultraviolett-Spektralphotometer. Sie entwickelte auch Verfahren zur Überwachung des Verlaufs chemischer Reaktionen, indem sie den Löslichkeitsgrad von Reaktionsspezies in nicht-wasserbasierten Reaktionssystemen bestimmte. Während ihrer Zeit als außerordentliche Professorin und stellvertretende Leiterin der Chemieabteilung an der Kentucky State University arbeitete sie mit ihrem Ehemann Carl McClellan Hill an der Erforschung der Ketensynthese zusammen, die zur Entwicklung von Kunststoffen beitrug.
Gemeinsam mit ihrem Mann verfasste sie das Lehrbuch General College Chemistry (1944), ein Lehrbuch, das er mit Myron B. Towns verfasste, und das Laborhandbuch Experiments in Organic Chemistry (1954). Als analytische Chemikerin im Forschungsteam ihres Mannes war sie eine der Koautorinnen von über vierzig ihrer veröffentlichten Arbeiten.
Hill war Mitglied der Women of St. Andrews, einer Hilfsorganisation der Kirche, und diente auch eine Zeit lang als Kirchenhistorikerin. Sie gehörte mehreren Berufs- und Bürgerorganisationen an, darunter der Alpha Kappa Alpha National Honor Society, der American Chemical Society, der Tennessee Academy of Science, dem National Institute of Science und der Beta Kappa Chi Sorority. Sie war stellvertretende Herausgeberin von The Bulletin, der Zeitung von Beta Kappa Chi. Nach ihrem Umzug nach Frankfort wurde sie aktives Mitglied des Women's Circle der South Frankfort Presbyterian Church. Sie gründete sie an mehreren Schulen, an denen sie unterrichtete, Studentengruppen der American Chemical Societies.
Hill starb 1969 im Alter von 62 Jahren in Frankfort und wurde in Norfolk beigesetzt.